# Leda e o Cisne (Correggio)
Leda e o Cisne é uma pintura a óleo sobre tela de 1530-1531 do pintor italiano Antonio Allegri de Correggio (1489-1534), pintura que se encontra atualmente na Gemäldegalerie de Berlim.
Fez parte de um conjunto de pinturas realizadas por Correggio para o duque Frederico II Gonzaga de Mântua tendo por tema os amores de Júpiter.

## Descrição e estilo
A pintura ilustra o mito de Leda, mulher de Tíndaro, rei de Esparta, e de Júpiter que se junta a ela sob a forma de um cisne. Júpiter era tentado frequentemente pela beleza doutras mulheres e assumia vários disfarces a fim de esconder os seus encontros amorosos da sua esposa, a deusa Juno, uma vez tomando a forma de uma águia, noutra escondendo-se numa nuvem escura mesmo estando um dia claro e neste caso transformando-se num cisne.
Trata-se de uma pintura sensual, representando um dos muitos amores do deus mitológico. No centro do quadro, Correggio representa Leda seduzida frontalmente, com o cisne entre as coxas, e a mão dela a ajudar o cisne/Júpiter a unir-se a ela; à esquerda, Cupido com a harpa e dois amores com flautas acompanham o casal. No lado direito da pintura estão retratadas duas fases da história: as primeiras aproximações entre Júpiter/cisne e a mulher relutante e depois a ave a afastar-se voando enquanto Leda se veste enamorada e deliciada. O artista devia conhecer a tradição  iconográfica do mito, tendo mesmo realizado o estudo da obra Leda e o cisne de Michelangelo.
Para se ter uma ideia de como seria antes da mutilação e dos restauros pode apreciar-se a cópia que Eugenio Cajés fez da pintura antes desta sair Espanha. As diferenças mais significativas referem-se à expressão e postura da rainha. O rosto tinha uma expressão clara, mas suave, de prazer, reforçada pelo ligeira tombar da cabeça e de se inclinar para a direita. Uma pose semelhante à escolhida por Correggio para Io no momento de unir-se a Júpiter.
Nota-se como quem restaurou a pintura quiz corrigir esta pose demasiado lasciva pintando uma expressão casta e pudica e eliminando a torção sedutora da cabeça que Correggio tinha imaginado.

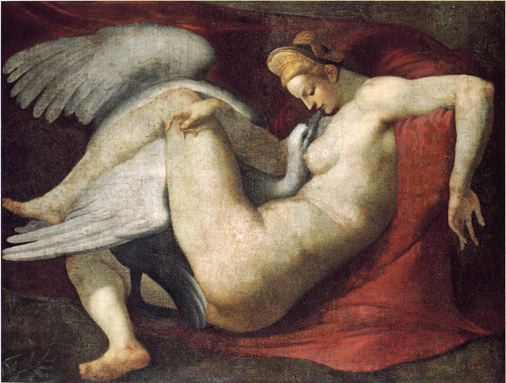
Leda e o Cisne (1530-40), Autor desconhecido, National Gallery (Londres). Cópia de obra de Micheangelo

Nunca antes um artista pintara com tanta frescura e alegria narrativa o mito de Leda e se, como parece, Correggio se inspirou em alguns modelos antigos para a poses da figura feminina, pode afirmar-se que a tradição anterior só serviu como inspiração genérica que foi de imediato transfigurada, uma vez que também se sentia nele a necessidade de capturar os aspectos mais íntimos e humanos da história de amor intenso entre a jovem rainha e o cisne.
Tem sido sugerido que Leda e Danae foram concebidas para estarem expostas juntamente: o vôo do cisne para a direita poderia direcionar-se para a janela da torre onde Danae está reclusa.

## História
A série dos Amores de Júpiter foi concebida após o sucesso da pintura de Vénus e Cupido espiados por um Sátiro. O artista teve tempo para executar quatro telas, ajustáveis aos pares pelas dimensões, e talvez outras estivessem planeadas. A cronologia das quatro pinturas é um tema algo controverso. Mas o que importa é especialmente a contribuição fundamental que elas deram ao desenvolvimento da pintura mitológica e profana, graças ao novo e extraordinário equilíbrio entre a prestação naturalista e a transfiguração poética.
Para Giorgio Vasari, a Leda foi encomendada (juntamente a uma Vénus, isto é, a Danae) por Frederico II, que tencionava dá-la ao imperador Carlos V; num estudo mais recente, Verheyen, avança a hipótese da pintura, juntamente com outros quadros do mesmo Correggio evocando os amores de Júpiter, tenham sido realizados para a Sala de Ovidio do Palácio Te em Mântua (reservada à amante do duque, Isabella Boschetti), e tenha transitado para a corte de Espanha só após a morte de Frederico II (1540), talvez por ocasião do casamento do filho de Carlos, o infante Filipe com Maria Manuela (princesa de Portugal) em 1543.

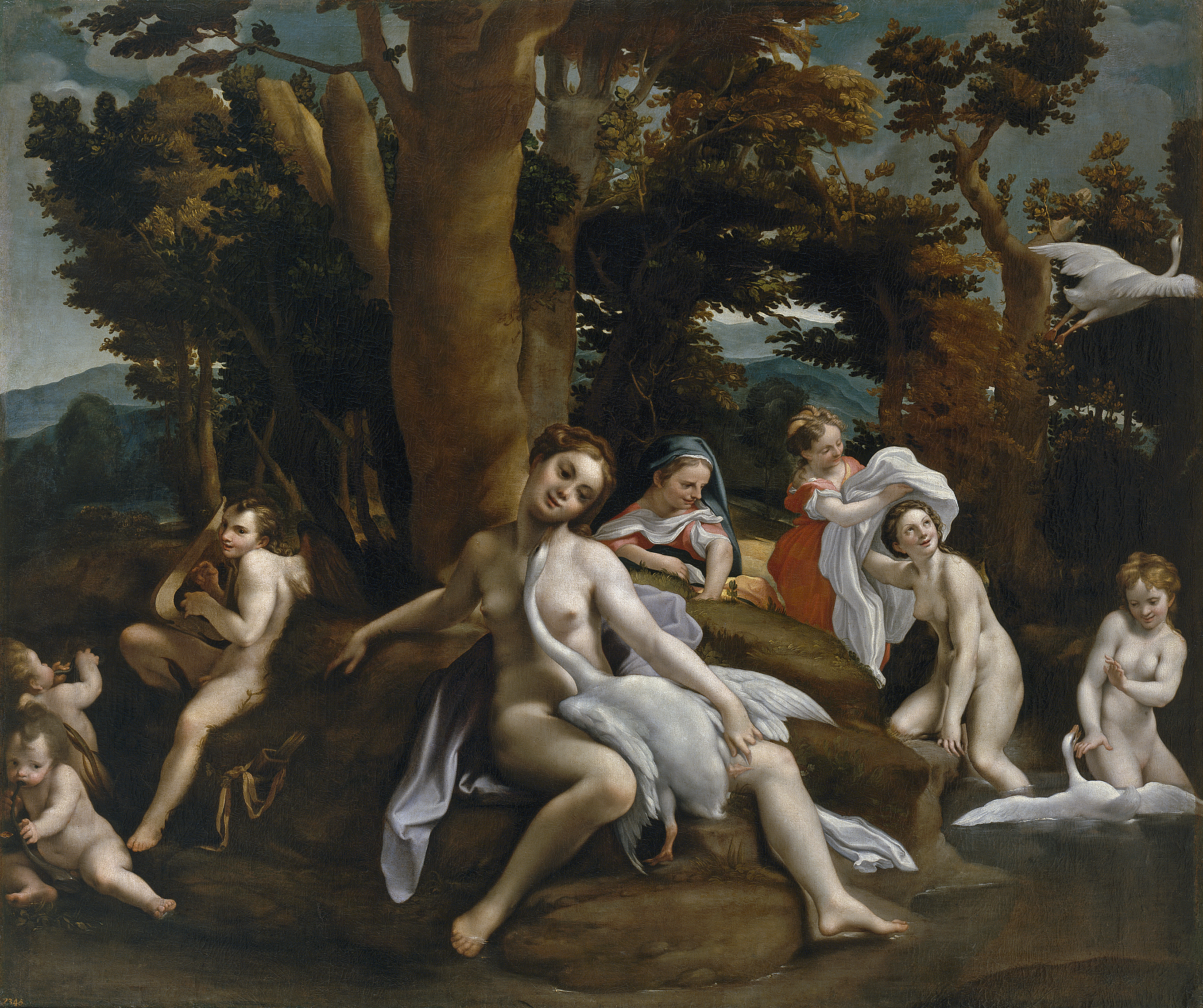
Leda e o Cisne (1604), Eugenio Cajés, Museu do Prado, Madrid. Trata-se de cópia da obra de Correggio antes da mutilação e sucessivos restauros do original.

Em 1598 a pintura pertencia ainda à coleção real espanhola; juntamente com o Rapto de Ganimedes foi adquirida por Rodolfo II de Habsburgo e levada a Praga. O acontecido depois é análogo ao de Danae: passou pela  Suécia no tempo da Guerra dos Trinta anos e depois a rainha Cristina deu-a ao cardeal Decio Azzolini; pertenceu depois à coleção do duque Filipe d'Orleães.
Apesar de todas estas mudanças, nada prejudicou tanto a pintura como o que aconteceu nos anos vinte do século XVIII, quando estava na França. O filho do Duque de Orleans, o devoto Luís, considerando a pintura demasiado obscena e lasciva rasgou-a com uma faca tendo arruinado irreparavelmente o rosto da figura de Leda.
O que restou da pintura foi dado a Charles-Antoine Coypel, premier peintre do rei, que lhe pintou uma outra cabeça. A pintura, ainda em pedaços, em 1753 foi vendido ao colecionador Pasquier, que tenta recuperá-la encarregando o pintor Jacques-François Delyen para refazer a cabeça. Em 1755, o Conde de Epinaille comprou-a em nome do rei da Prússia,  Frederico, o Grande, que a expôs no seu palácio de verão de Sanssouci. Roubada para França como espólio napoleónico, foi novamente restaurada por Pierre-Paul Prud'hon. Foi devolvida à Alemanha em 1814 e desde 1830 que é mantida nos museus em Berlim, onde a cabeça de Leda foi pintada de novo por Jakob von Schlesinger.

## Galeria

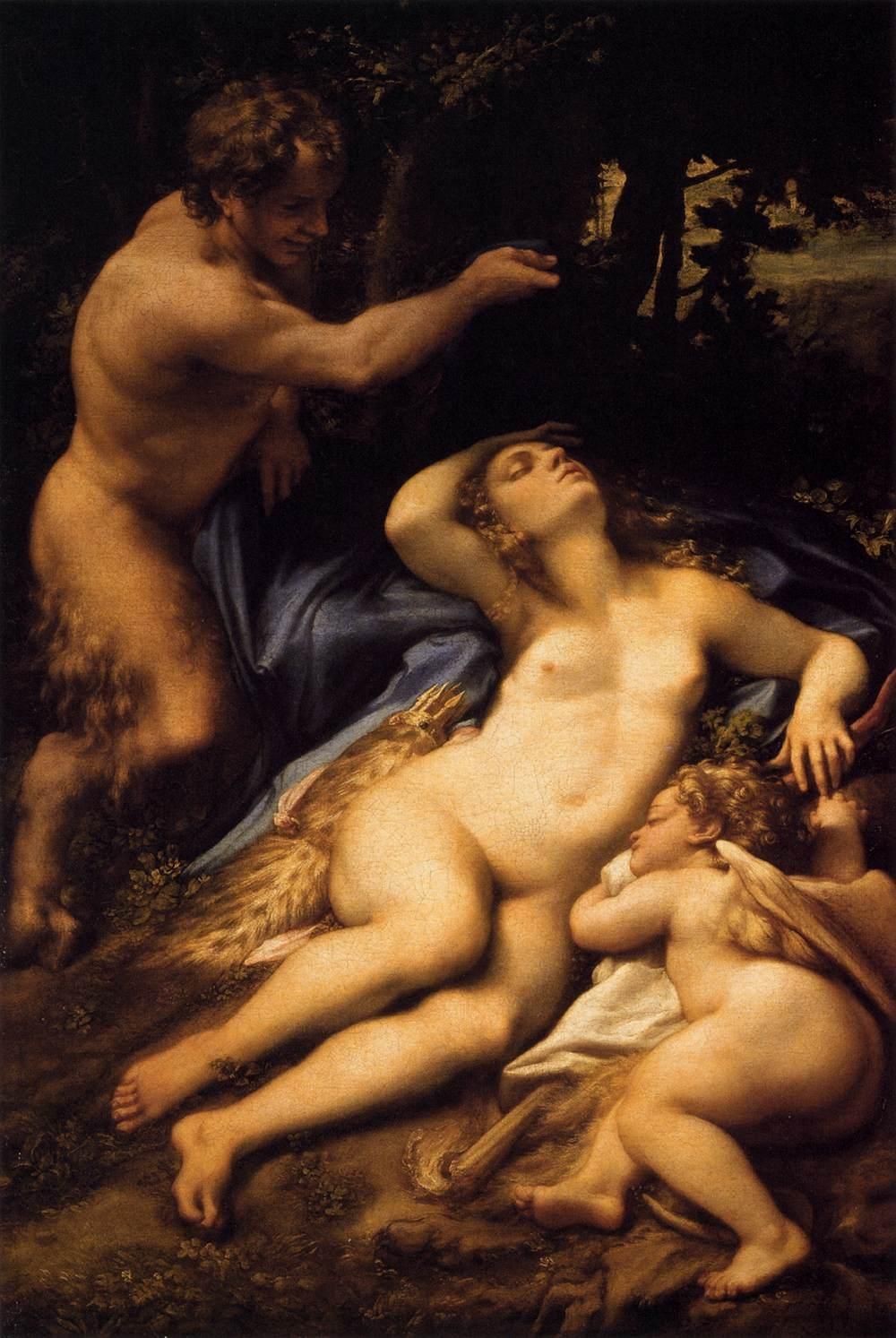
Vénus e Cupido espiados por um Sátiro (1527-28), Corregio, Museu do Louvre, Paris
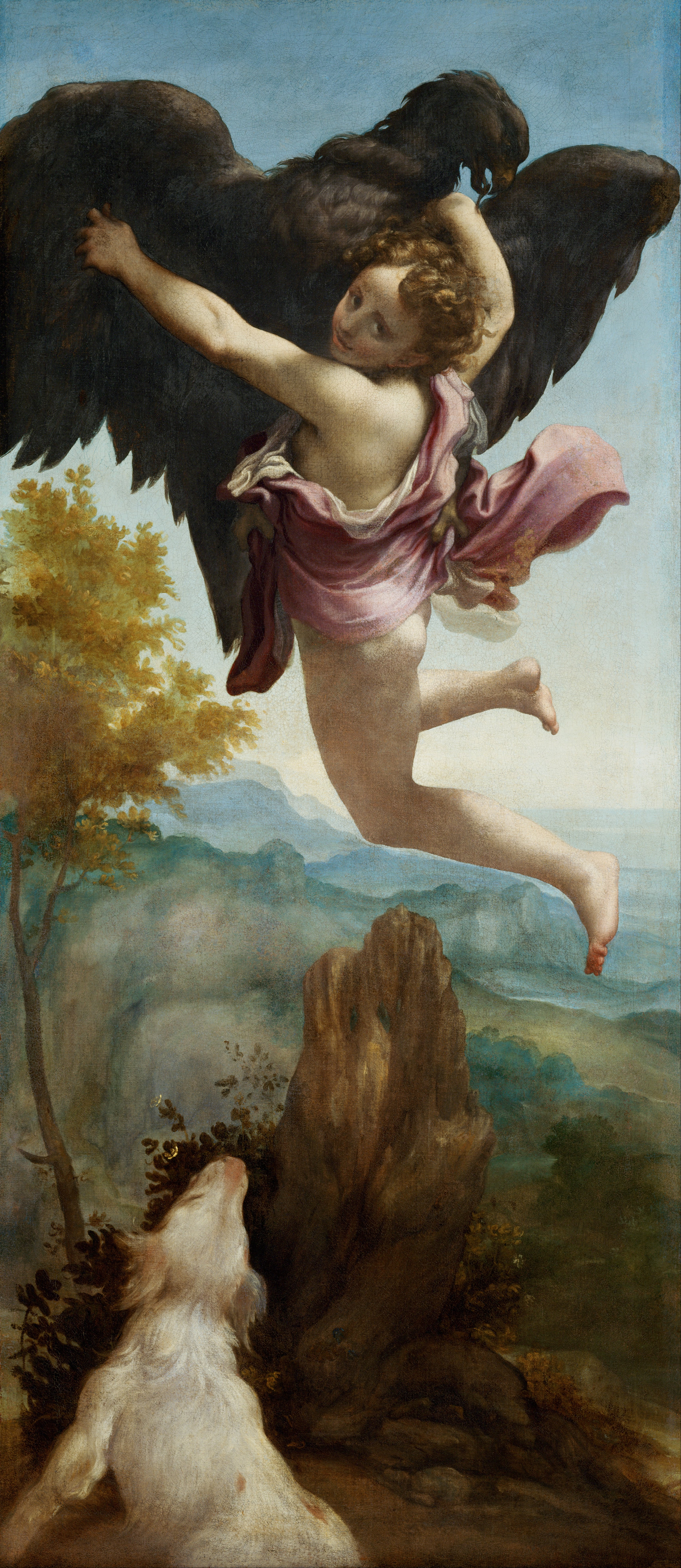
Rapto de Ganimedes (1531-32), Corregio, Museu de História da Arte em Viena
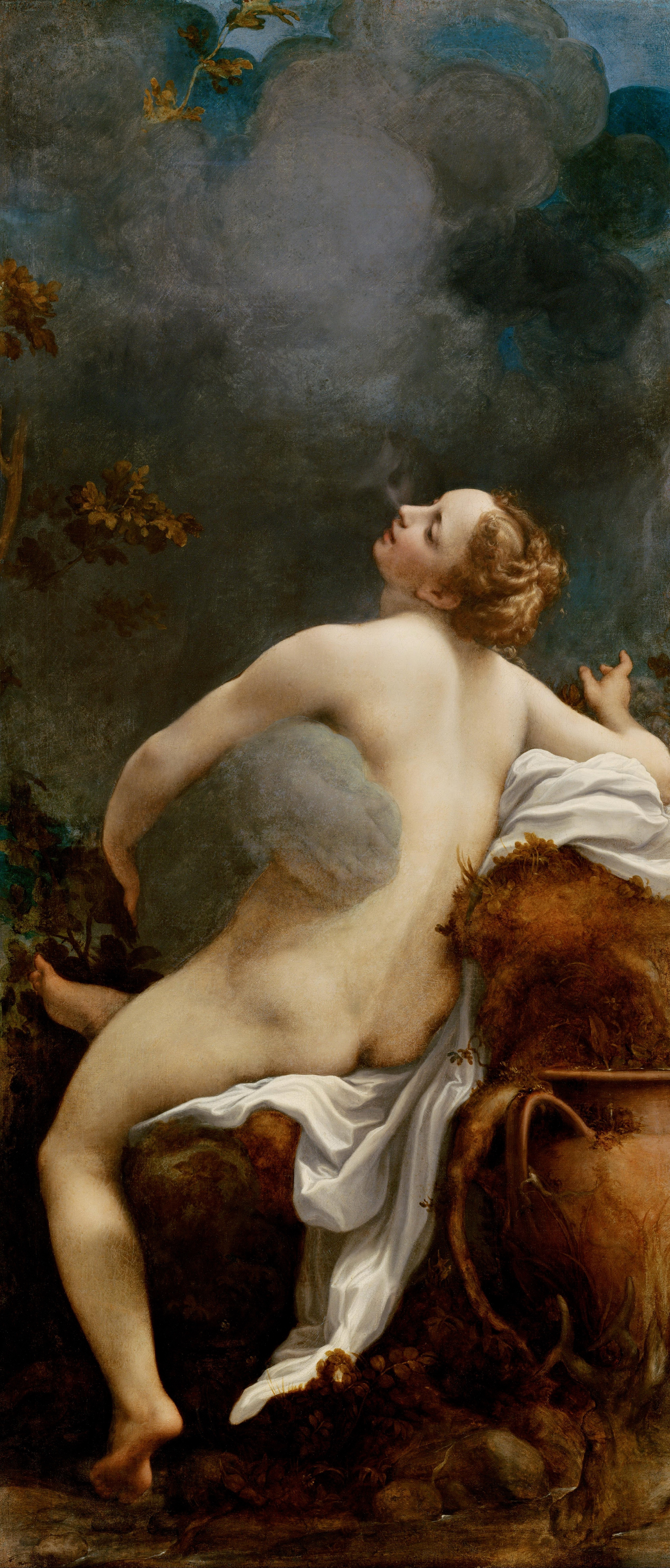
Júpiter e Io (1532-33), Corregio, Museu de História da Arte em Viena
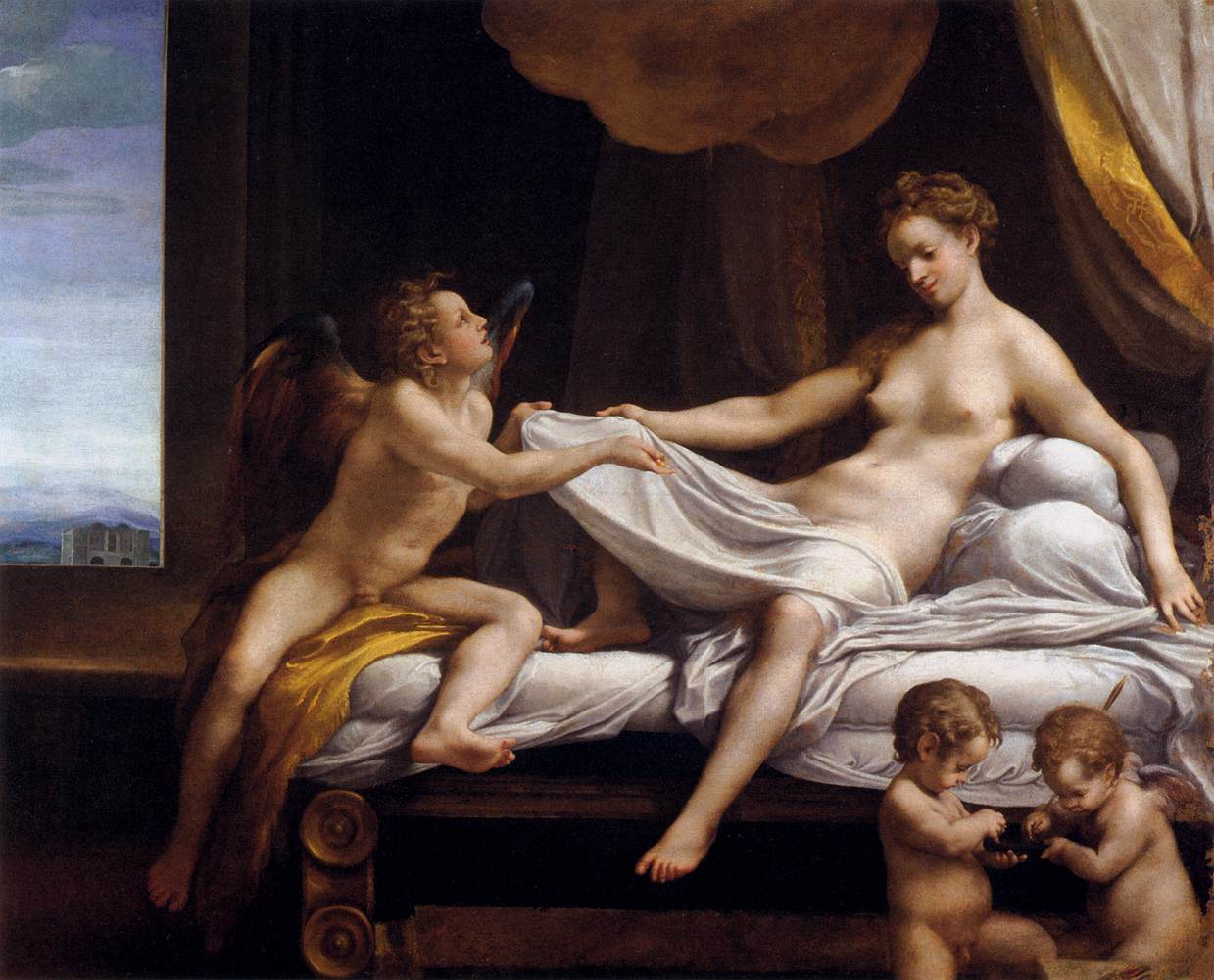
Danae (1531-32), Correggio, Galleria Borghese, Roma

### Ligação externa
- Nota em Correggio Art Home, donde provem uma parte do texto,
- Página oficial da Gemäldegalerie, onde se vê a pintura Leda e o Cisne junto à porta da Sala Rosa,